# Forcalquier
Forcalquier en idioma francés, Forcauquier en idioma occitano,  es una comuna francesa, situada en el departamento del Alpes de Alta Provenza  y la región Provenza-Alpes-Costa Azul.

## Demografía
| 2518 | 2979 | 3312 | 3782 | 3993 | 4302 |
| Para los censos de 1962 a 1999 la población legal corresponde a la población sin duplicidades (Fuente: INSEE [Consultar]) |      |      |      |      |      |

## Ciudades hermanadas
- Guastalla,  Italia
- Alcossebre,  España